# Baniyas Sports & Culture Club
Baniyas Sports & Culture Club (em árabe: نادي بني ياس الرياضي الثقافي), conhecido apenas como Baniyas, é um clube de futebol dos Emirados Árabes Unidos, localizado no bairro de Bani Yas em Abu Dhabi, capital do país.

## Elenco
Legenda
- : Capitão
- : Prata da casa (Jogador da base)
- : Jogador emprestado
- : Jogador lesionado/contundido
- : Jogador suspenso
- +: Jogador sem condições (físicas ou jurídicas) de atuar